# 1986年10月17日月食
1986年10月17日月食为一次在协调世界时1986年10月17日出現的月全食。該次月食半影食分為2.327、全影食分為1.250。偏食維持了109分，全食維持37分。

## 概述
這次月食的食分是1.48，偏食維持了109分，全食維持37分。

## 基本參數
- 類型：月全食
- 食甚資料：
  - 日期：1986年10月17日
  - 時間：19:18
  - 月球位置：赤經1.48度、赤緯9.6度
  - 食分：半影食分：2.327、全影食分：1.250
  - 持續時間：偏食109分、全食37分

## 外部連結
- NASA月食專頁（页面存档备份，存于）（英文）